# Bistum Tehuantepec
Das Bistum Tehuantepec (lat.: Dioecesis Tehuantepecensis, spanisch: Diócesis de Tehuantepec) ist eine in Mexiko gelegene römisch-katholische Diözese mit Sitz in Tehuantepec.

## Geschichte
Das Bistum Tehuantepec wurde am 23. Juni 1891 durch Papst Leo XIII. aus Gebietsabtretungen des Bistums Antequera errichtet und dem Erzbistum Mexiko-Stadt als Suffraganbistum unterstellt. Am 29. Juni 1951 wurde das Bistum Tehuantepec dem Erzbistum Veracruz-Jalapa als Suffraganbistum unterstellt. Das Bistum Tehuantepec gab am 23. Mai 1959 Teile seines Territoriums zur Gründung des mit der Apostolischen Konstitution Quibus christiani errichteten Bistums San Andrés Tuxtla ab. Am 13. Februar 1960 wurde das Bistum Tehuantepec durch Papst Johannes XXIII. mit der Apostolischen Konstitution Christi exemplum dem Erzbistum Antequera als Suffraganbistum unterstellt. Das Bistum Tehuantepec gab am 21. Dezember 1964 Teile seines Territoriums zur Gründung der mit der Apostolischen Konstitution Sunt in Ecclesia errichteten Territorialprälatur Mixes ab.

## Bischöfe von Tehuantepec
- José Mora y del Rio, 1893–1901, dann Bischof von Tulancingo
- Carlos de Jesús Mejía y Laguana CM, 1902–1907
- Ignacio Placencia y Moreira, 1907–1922, dann Bischof von Zacatecas
- Jenaro Méndez y del Río, 1923–1933, dann Bischof von Huajuapan de León
- Jesús Villareal y Fierro, 1933–1959, dann Bischof von San Andrés Tuxtla
- José de Jesús Clemens Alba Palacios, 1959–1970, dann Weihbischof in Antequera
- Arturo Lona Reyes, 1971–2000
- Felipe Padilla Cardona, 2000–2009, dann Bischof von Ciudad Obregón
- Oscar Campos Contreras, 2010–2017, dann Bischof von Ciudad Guzmán
- Crispin Ojeda Márquez, seit 2018